# Ankober
Ankober (znane też jako Gorobela) jest miastem w środkowej Etiopii i jedną ze stolic dawnego królestwa Szewa. Położone w Semien Shewa Zone w regionie Amhara, we wschodniej części Wyżyny Abisyńskiej, 40 kilometrów na wschód od Debre Byrhan, o współrzędnych geograficznych 9°34′N 39°54′E/9,566667 39,900000, 2465 metrów n.p.m.
W 2005 roku Ankober miał 2288 mieszkańców, wśród których 1114 to mężczyźni, a 1174 kobiety. Pomimo iż miasto miało w przeszłości status stolicy, dzisiaj jest drugim co do wielkości miastem w regionie.